# Retorn a Seül
Retorn a Seül (francès: Retour à Séoul) és una pel·lícula dramàtica del 2022 escrita i dirigida per Davy Chou, i protagonitzada per Ji-Min Park com una jove francesa adoptada de 25 anys que viatja a Corea del Sud a la recerca dels seus pares biològics. S'ha doblat i subtitulat al català.
Retorn a Seül es va estrenar a la secció Un certain regard del Festival de Canes el 22 de maig de 2022. La pel·lícula va ser seleccionada com a candidata cambodjana a la millor pel·lícula internacional als 95ns Premis Oscar, i va ser la llista final de desembre. Va rebre elogis de la crítica.